# イマジン (映画)
イマジン（原題：Imagine: John Lennon）は1988年に作成されたジョン・レノンの自伝的映画。ビートルズ時代から1980年12月8日に銃撃されて死去するまでを数々の映像とオノ・ヨーコを始めとした関係者のインタビューで綴っている。また、ナレーションは数多く残されたジョン本人のインタビューから抜粋されており、クレジット上では「ナレーション：ジョン・レノン（100時間以上に及ぶインタビューより）」と記されている。日本では映画館で上映されたが、多くの国ではビデオのみでのリリースとなった。